# Emoia tetrataenia
Emoia tetrataenia är en ödleart som beskrevs av  George Albert Boulenger 1895. Emoia tetrataenia ingår i släktet Emoia och familjen skinkar. Inga underarter finns listade i Catalogue of Life.